# سیمای زنی در میان جمع
سیمای زنی در میان جمع (به آلمانی Gruppenbild mit Dame) نام رمانی است، اثر نویسنده آلمانی هاینریش بل که در سال ۱۹۷۱ (میلادی) انتشار یافته است.
«سیمای زنی در میان جمع» برجسته‌ترین اثر بُل است و آکادمی سوئد زمانی که در سال ۱۹۷۲ (میلادی) جایزه نوبل ادبیات را به او تقدیم کرد، این رمان را جامع آثار او معرفی کرد.
بل در این اثر هم از جامعه سرمایه‌داری و هم از نظام کمونیستی انتقاد می‌کند. به همین دلیل کتاب او با حذف بسیاری از قسمت‌ها در شوروی به چاپ رسید. او عملکرد سرمایه داری را مبتنی بر حرص و طمع می‌داند و نظام کمونیستی را نیز به عدم اجرای دستورهای سوسیالیزم متهم می‌کند.
بل برای شرح زندگینامه لنی - شخصیت اصلی داستان - از ۴۸ سالگی او شروع می‌کند و پس از شرح خصوصیات حال حاضر او سیر بلندی در خاطرات گذشته او دارد. سپس لحن داستان عوض شده و زندگی او از گذشته به حال و سپس آینده شرح داده می‌شود.

## ترجمه فارسی
این رمان را مرتضی کلانتریان ترجمه کرده و نشر آگه به چاپ رسانده.
تازگی نیز ترجمه‌ای از سارنگ ملکوتی در انتشارات نگاه به چاپ رسانده.